# Skeleton-Europameisterschaft 2009
Die 15. Skeleton-Europameisterschaft wurde am 16. und 17. Januar 2009 auf der Bobbahn von St. Moritz ausgetragen. Sie wurde parallel zum fünften Rennen des Weltcups 2008/09 veranstaltet.
Durch die Austragung der Europameisterschaft während eines Weltcups galten für das Rennen die Weltcupregeln. Die Medaillen gingen jeweils zu zwei Stücken nach Großbritannien, Deutschland und in die Schweiz. Die Titel gewannen jeweils erstmals die Britin Shelley Rudman und der Deutsche Frank Rommel. Die Vizetitel jeweils an einen Athleten der anderen Nation. Bronze ging in beiden Rennen an die Schweiz.

## Frauen
| Platz | Sportler              | Land                   | Laufzeiten      | Zeit          |
| ----- | --------------------- | ---------------------- | --------------- | ------------- |
| 1     | Shelley Rudman (1)    | Vereinigtes Königreich | 1:10.53 1:09.97 | 2:20.50       |
| 2     | Marion Trott (4)      | Deutschland            | 1:11.05 1:10.64 | 2:21.69 +1.19 |
| 3     | Maya Pedersen (7)     | Schweiz                | 1:11.57 1:11.05 | 2:22.62 +2.12 |
| 4     | Swetlana Trunowa (11) | Russland               | 1:12.34 1:11.30 | 2:23.64 +3.14 |
| 5     | Anja Huber (13)       | Deutschland            | 1:12.32 1:11.68 | 2:24.00 +3.50 |
| 6     | Jessica Kilian (15)   | Schweiz                | 1:13.76 1:11.29 | 2:25.05 +4.55 |
| 7     | Olga Korobkina (16)   | Russland               | 1:12.11 1:13.55 | 2:25.66 +5.16 |
| 8     | Amy Williams (17)     | Vereinigtes Königreich | 1:12.49 1:13.21 | 2:25.70 +5.20 |
| 9     | Joska Le Conté (16)   | Niederlande            | 1:14.14 1:13.62 | 2:27.76 +7.26 |
| 10    | Michaela Gläßer       | Tschechien             |                 | [ 1 ]         |

Datum: 16. Januar 2009

Am Weltcup-Start waren 21 Athletinnen, davon neun Europäerinnen, die um den Titel der Europameisterin fuhren. Die Zahlen in den Klammern geben die Platzierungen des gleichzeitig gewerteten Weltcuprennens an. Michaela Glässer trat außerhalb des Weltcups an, sie wurde nur für die Europameisterschaft gewertet. Shelley Rudman gewann ihren ersten Titel. Anja Huber, Titelverteidigerin der beiden vorherigen Titelkämpfe, kam mit der Bahn in St. Moritz nicht zurecht und kam nur auf den fünften Platz.

## Männer
| Platz | Sportler                   | Land                   | Laufzeiten      | Zeit          |
| ----- | -------------------------- | ---------------------- | --------------- | ------------- |
| 1     | Frank Rommel (1)           | Deutschland            | 1:08.08 1:07.69 | 2:15.77       |
| 2     | Kristan Bromley (2)        | Vereinigtes Königreich | 1:08.37         | 2:16.74 +0.97 |
| 3     | Gregor Stähli (3)          | Schweiz                | 1:08.36 1:08.43 | 2:16.79 +1.02 |
| 4     | Mirsad Halilovic (4)       | Deutschland            | 1:08.73 1:08.25 | 2:16.98 +1.21 |
| 5     | Alexander Tretjakow (9)    | Russland               | 1:08.29 1:09.19 | 2:17.48 +1.71 |
| 6     | Sergej Tschudinow (10)     | Russland               | 1:09.08 1:08.65 | 2:17.73 +1.96 |
| 7     | Andy Wood (11)             | Vereinigtes Königreich | 1:09.20 1:08.62 | 2:17.82 +2.05 |
| 8     | Pascal Oswald (12)         | Schweiz                | 1:08.97 1:08.96 | 2:17.93 +2.16 |
| 9     | Markus Penz (13)           | Österreich             | 1:09.14 1:08.88 | 2:18.02 +2.25 |
| 10    | Florian Grassl (15)        | Deutschland            | 1:08.99 1:09.33 | 2:18.32 +2.55 |
| 11    | Martins Dukurs (17)        | Lettland               | 1:08.97 1:09.51 | 2:18.48 +2.71 |
| 12    | Grégory Saint-Géniès       | Frankreich             |                 | [ 2 ]         |
| 13    | Matthias Guggenberger (19) | Österreich             | 1:09.55 1:09.63 | 2:19.18 +3.41 |
| 14    | Anthony Sawyer (21)        | Vereinigtes Königreich |                 | 1:09.80       |
| 15    | Ander Mirambell (23)       | Spanien                |                 | 1:10.38       |
| 16    | Tomass Dukurs (24)         | Lettland               |                 | 1:10.41       |
| 17    | Alberto Polacchi (25)      | Italien                |                 | 1:10.47       |
| 18    | Patrick Shannon (27)       | Irland                 |                 | 1:13.86       |

Datum: 17. Januar 2009; 13:30 Uhr

Am Weltcup-Start waren 27 Athleten, davon 17 Europäer, die um den Titel der Europameisterin fuhren. Die Zahlen in den Klammern geben die Platzierungen des gleichzeitig gewerteten Weltcuprennens an. Grégory Saint-Géniès trat außerhalb des Weltcups an, sie wurde nur für die Europameisterschaft gewertet. Für den zweiten Lauf qualifizierten sich nur die besten 20 Starter des ersten Durchgangs. Frank Rommel gewann erstmals den Titel, Vorjahressieger Bromley wurde Vizemeister.